# إريك بورغس (عالم فلك)
اريك بورغس (بالإنجليزية: Eric Burgess)‏ هو عالم فلك أمريكي، ولد في 1920، وتوفي في 2005.